# Piornal
Piornal (en estremeñu El Piornal) es un municipio español de la provincia de Cáceres, Extremadura. Se sitúa en la mancomunidad del Valle del Jerte, en el límite con la mancomunidad de la Vera, a la cual se accede a través de su puerto de montaña.
Se alza a 1175 metros de altitud, sobre el altiplano de la sierra de Tormantos, en las estribaciones de la sierra de Gredos. Su altitud media es de 1200 metros sobre el nivel del mar, la más elevada del valle y de toda Extremadura.

## Toponimia
Debe su nombre a la abundancia en el municipio del piorno (Cytisus purgans o Cytisus oromediterraneus). El nombre Piornal está registrado ya a mediados del siglo XIII, concretamente en 1254, según consta en una bula de Inocencio IV.

## Geografía
Piornal limita con:
- Valdastillas y Cabrero al oeste;
- Navaconcejo y Cabezuela del Valle al norte;
- Garganta la Olla al este;
- Arroyomolinos de la Vera y Pasarón de la Vera al sur;
- Barrado al suroeste.

### Orografía
El relieve que rodea a Piornal y que incluye el valle viene determinado por la acción de la falla Alentejo-Plasencia sobre el relieve del sistema central. Este relieve es de origen hercínico, se remodela durante el Mesozoico dando al valle su dirección SO-NE, y se reactiva durante la orogenia alpina. Piornal se ubica en un altiplano, característicos dentro del sistema Central y las sierras del Valle del Jerte, a una altitud de unos 1175 metros. Dentro del municipio se localiza al noroeste la continuación de la sierra de Tormantos y al sureste la sierra de la Desesperada, sobre el que se ubica otro altiplano de unos 1400 metros de altura. Los puntos más altos del municipio son El Espolón (1471 metros), Peña Negra (1434 metros), y el Mojón Blanco (1410 metros). Por el contrario, hacia el oeste se extienden las laderas que descienden hacia el valle, moldeadas también por profundas gargantas como las del Bohonal o la del Obispo. Estas gargantas son provocadas por la acción doble de un conjunto de fracturas y fallas del relieve granítico y la acción erosiva de los cauces fluviales, en un contexto marcado por precipitaciones abundantes y torrentes estacionales. La presencia de estas fallas provoca desniveles y fracturas en el terreno que explican las hermosas cascadas de Caozo, la Desesperá, o las pozas del Calderón.

### Climatología
El clima de Piornal se corresponde al mediterráneo de influencia atlántica (Csb) en la tipología de Köppen. Sus veranos son suaves y secos (22° de temperatura media), y los inviernos fríos y húmedos, con precipitaciones esporádicas en forma de nieve y numerosos días de heladas (35 días anuales de promedio). La precipitación es de las más elevadas de la región extremeña (1406 mm. anuales), repartida mayoritariamente fuera de la estación seca (julio y agosto). Esta peculiaridad climática está relacionada indudablemente con la elevada orografía y la posición particular del valle del Jerte que permite acumular una gran precipitación con el paso de las borrascas atlánticas entre el otoño y la primavera. El pico anual de precipitaciones se da en diciembre (220 mm.) aunque son abuntantes durante todo ese periodo del año.
| Parámetros climáticos promedio de Piornal (1175 m s. n. m.) | Parámetros climáticos promedio de Piornal (1175 m s. n. m.) | Parámetros climáticos promedio de Piornal (1175 m s. n. m.) | Parámetros climáticos promedio de Piornal (1175 m s. n. m.) | Parámetros climáticos promedio de Piornal (1175 m s. n. m.) | Parámetros climáticos promedio de Piornal (1175 m s. n. m.) | Parámetros climáticos promedio de Piornal (1175 m s. n. m.) | Parámetros climáticos promedio de Piornal (1175 m s. n. m.) | Parámetros climáticos promedio de Piornal (1175 m s. n. m.) | Parámetros climáticos promedio de Piornal (1175 m s. n. m.) | Parámetros climáticos promedio de Piornal (1175 m s. n. m.) | Parámetros climáticos promedio de Piornal (1175 m s. n. m.) | Parámetros climáticos promedio de Piornal (1175 m s. n. m.) | Parámetros climáticos promedio de Piornal (1175 m s. n. m.) |
| Mes                                                         | Ene.                                                        | Feb.                                                        | Mar.                                                        | Abr.                                                        | May.                                                        | Jun.                                                        | Jul.                                                        | Ago.                                                        | Sep.                                                        | Oct.                                                        | Nov.                                                        | Dic.                                                        | Anual                                                       |
| ----------------------------------------------------------- | ----------------------------------------------------------- | ----------------------------------------------------------- | ----------------------------------------------------------- | ----------------------------------------------------------- | ----------------------------------------------------------- | ----------------------------------------------------------- | ----------------------------------------------------------- | ----------------------------------------------------------- | ----------------------------------------------------------- | ----------------------------------------------------------- | ----------------------------------------------------------- | ----------------------------------------------------------- | ----------------------------------------------------------- |
| Temp. máx. media (°C)                                       | 7.5                                                         | 9.2                                                         | 12.7                                                        | 14.0                                                        | 18.4                                                        | 25.1                                                        | 30.5                                                        | 30.2                                                        | 25.1                                                        | 17.1                                                        | 11.7                                                        | 8.3                                                         | 17.5                                                        |
| Temp. media (°C)                                            | 3.4                                                         | 4.8                                                         | 7.3                                                         | 8.5                                                         | 12.4                                                        | 18.0                                                        | 22.5                                                        | 22.3                                                        | 18.3                                                        | 11.9                                                        | 7.3                                                         | 4.4                                                         | 11.8                                                        |
| Temp. mín. media (°C)                                       | -0.7                                                        | 0.3                                                         | 2.0                                                         | 3.0                                                         | 6.4                                                         | 10.8                                                        | 14.4                                                        | 14.3                                                        | 11.5                                                        | 6.7                                                         | 2.8                                                         | 0.5                                                         | 6.0                                                         |
| Precipitación total (mm)                                    | 176                                                         | 151                                                         | 97                                                          | 131                                                         | 131                                                         | 58                                                          | 19                                                          | 15                                                          | 71                                                          | 153                                                         | 184                                                         | 220                                                         | 1406                                                        |
| Fuente: Agencia Estatal de Meteorología                     |                                                             |                                                             |                                                             |                                                             |                                                             |                                                             |                                                             |                                                             |                                                             |                                                             |                                                             |                                                             |                                                             |

### Fauna y flora
La flora de Piornal está condicionada por la altura del municipio, su edafología, el clima y el relieve. Destacan en sus cotas bajas los robledales o melojares, ya sea en las laderas que descenden hacia el valle u ocupando las gargantas de los ríos. En ese entorno ocupan el suelo extensos helechares. Dependiendo de la profundidad del suelo o la cercanía a los cauces estos robles alcanzan mayor altura y desarrollo. Por encima del núcleo urbano, y en el altiplano que se extiende en dirección hacia la sierra de Tormantos, los robles se hacen más escasos, el suelo granítico se hace más pobre y es ocupado fundamentalmente por brezos (Calluna vulgaris). En un piso superior, los brezos son lentamente sustituidos por piornos (Genista florida), especie que es la que da el nombre al pueblo. Los pastizales y helechares se hacen frecuentes en las zonas más húmedas del altiplano (vaguadas y manantiales). El impacto antrópico es muy considerable en numerosos lugares, y los bosques de robles han sido sustituidos por castaños, y en las zonas más resguardadas, por cerezos. También existen algunos pinares plantados con fines madereros.
Dentro de la fauna herpetológica destacan especies como el lagarto ocelado (Timon lepidus) y la víbora hocicuda (Vipera latasti), en las zonas más serranas, o la rana patilarga, presente en algunos cauces. Estas especies están relegadas a entornos cada vez más reducidos por el rechazo que generan en el hombre o por la alteración de su hábitat natural en el municipio. Desde el punto de vista ornitológico, es fácil observar águilas reales o buitres leonados en las zonas más altas, provenientes de sus asentamientos principales (Monfragüe o el Sistema Central).

### Geología
El entorno geológico de Piornal es, de acuerdo con el patrón predominante en el Sistema Central, fundamentalmente magmático o ígneo. La roca predominante es el granito biotítico de textura porfiroide, y algunos entornos de predominio migmatítico provocado por procesos de anatexia. La calidad y homogeneidad del granito de la zona provocó su explotación en dos canteras ubicadas en la zona sureste del municipio, extrayendo la variedad conocida como gris Pinto. Sin embargo, hoy en día ambas están inactivas.
Estas rocas provocan un paisaje particular característico en el municipio, el berrocal granítico, en el que son distinguibles tors, grandes bolos aislados, piedras caballeras y oquedades en la roca provocados por la meteorización química. A nivel petrológico, son reconocibles numerosos enclaves en los que se observan diques pegmatíticos, filones de cuarzo, granitos alterados, anatexia, xenolitos y restitas. Los minerales reconocibles macroscópicamente, y de los que se pueden obtener buenos ejemplares, son el cuarzo cristalizado, la mica biotita, grandes maclas de feldespato potásico y la turmalina negra o chorlo. Son también destacables algunos enclaves, cercanos al depósito de la localidad, en los que existen indicios de paragénesis vinculadas al estaño y el wolframio. En estos enclaves se pueden encontrar pirita, arsenopirita, escorodita y diversos óxidos de hierro (limonita y hematites), generalmente acompañando diques de cuarzo o formando filones sobre la masa granítica.

## Historia
No están muy claros los orígenes de Piornal, se cree que algunos habitantes prerromanos estuvieron por estas tierras sin que fuesen molestados ni por romanos ni por visigodos o árabes. La altura, las dificultades del clima y su precaria economía no les hicieron objeto de apetencia para otros colonizadores.
Los primeros indicios del pueblo como tal se tienen a principios del siglo XIII, Piornal surgió como enclave pastoril, los agostaderos (lugares donde pasta los bovinos durante el estío) del altiplano de Tormantos ejercían una atracción permanente para los ganaderos. Se trataba, por aquellos tiempos, de unas tierras pobres que no podían tener otro destino.
Existen divergencias sobre la procedencia de los primeros pastores que se establecieron en estas tierras. Algunos sostienen que fueron pastores castellanos de Zapardiel de la Ribera (provincia de Ávila), quienes plantaron sus cabañas y establecieron su ganado en la sierra de Tormantos. Otros están convencidos de que fueron pastores venidos de las montañas del Reino de León, teniendo en cuenta, la similitud de algunas características del idioma leonés con palabras que aún se conservan en Piornal.
Fueran castellanos o leoneses, lo que parece seguro es que fueron pastores los que, mediante la construcción de les cabañas, dieron origen al pueblo.
A la caída del Antiguo Régimen la localidad se constituye en municipio constitucional en la región de Extremadura, desde 1834 quedó integrado en el Partido Judicial de Plasencia. En el censo de 1842 contaba con 120 hogares y 658 vecinos.
En el Diccionario geográfico-estadístico-histórico de España y sus posesiones de Ultramar, ordenado por Pascual Madoz entre 1846 y 1850, se relata de Piornal lo siguiente:

Tiene 280 casas, la del ayuntamiento, escuela dotada con 1.500 reales de los fondos públicos a las que asisten 47 niños. Iglesia parroquial (San Juan Bautista), con curato de segundo ascenso y provisión ordinaria, y en las afueras 2 ermitas con el título de Humilladero y Concepción. Se surte de aguas potables en 2 fuentes en las inmediaciones y de esquisita (sic.) calidad. Población: 120 vecinos. 657 almas.

En 1855, la ley Madoz expropia forzosamente los terrenos comunales de Piornal y los pone a la venta en pública subasta. Los vecinos de Piornal crean una comunidad de compradores para evitar que esos suelos caigan en manos de propietarios ajenos al municipio. En un principio, una importante parte de los habitantes participa en la compra de las acciones, pero con el paso del tiempo, el número de propietarios se reduce significativamente por la reventa de dichas acciones. Desde el siglo XX las consecuencias de esta desamortización provocaron una creciente oposición entre los intereses del municipio y la necesidad de nuevos terrenos para su crecimiento, frente a los intereses de la junta de propietarios de los antiguos terrenos comunales. Este conflicto tan solo se ha solucionado recientemente con el anuncio de la compra de esos terrenos por parte del ayuntamiento.
En Piornal aún se sigue hablando el estremeñu o arto estremeñu, con peculiaridades propias del lugar.[cita requerida]

## Demografía
Piornal cuenta con una población de 1454 habitantes (INE 2024).
| Gráfica de evolución demográfica de Piornal entre 1842 y 2021                                                       |
| |
| Población de derecho según los censos de población del INE Población de hecho según los censos de población del INE |

## Cultura
La bondad del cielo de Piornal, su extrema altura (superior a los 1200–1400 m) y su oscuridad nocturna sirvieron como incentivo para que un astrónomo extremeño propusiese a la Junta de Extremadura, en marzo de 2002, la construcción de un observatorio astronómico en sus inmediaciones: el proyecto fue desestimado en su momento, aunque en la actualidad (enero de 2008) es el Ayuntamiento de Cáceres quien ha retomado la idea para el proyecto Cáceres 2016 (con posterioridad -en el verano de 2008- este proyecto fue desestimado por no reflejar ni los valores extremeños ni la mentalidad extremeña).

### Patrimonio
Su primitiva iglesia parroquial católica, la de San Juan, era del siglo XV, pero tuvo que ser reconstruida en este siglo debido a su estado ruinoso, quedando de la antigua solamente su torre-campanario. En su interior, tan solo el antiguo sagrario granítico de estilo gótico se preservó, así como algunas de las imágenes de la antigua iglesia. También es digna de citar la ermita de Nuestra Señora de la Concepción, del siglo XVIII, construida en mampostería y reforzada en los laterales y contrafuertes con cantería de granito.
La arquitectura popular de Piornal quedó seriamente dañada con el crecimiento y transformación del pueblo en la segunda mitad del siglo XX, manteniéndose hoy en día restos aislados dentro del casco urbano. Se conservan vestigios de un palacio episcopal promovido por el obispo placentino González de Acevedo a principios del siglo XVII, dedicado originariamente como residencia de verano del obispado, y abandonado un siglo más tarde. Son destacables una portada adintelada con sillares almohadillados, y algunos escudos y columnas reutilizados por varias casas particulares en el solar donde debió levantarse el edificio original. También se han preservado varias fuentes originales de la localidad, como la de la plaza de la Iglesia (fechada en 1908) o la del ayuntamiento, así como un desagüe superficial por el que corre el agua de las fuentes del pueblo, aprovechando la pendiente de la población.
En el año 2012 se inició un proyecto promovido desde el ayuntamiento de Piornal en colaboración con la facultad de Bellas Artes de Sevilla con el propósito de embellecer y hacer atractivo el entorno urbano de Piornal. Un grupo de artistas comenzaron la decoración de las uralitas presentes en las paredes de muchas casas piornalegas con motivos naturales y culturales propios de la localidad. Entre estos motivos se incluyen la flor de los cerezos, las hojas de castaño, la sierra de Tormantos, y el propio Jarramplas en la plaza de las Eras. El proyecto continúa y a él se han sumado otras instituciones y artistas.
Mención aparte merecen, dentro del municipio piornalego, las fuentes serranas que se pueden observar a lo largo de las laderas de la serranía de Tormantos, Peña Negra y el Mojón blanco. Fueron construidas en las décadas centrales del siglo pasado en el momento de máximo apogeo de la ganadería caprina en Piornal. La mayor parte de ellas mantienen su estructura tradicional: una larga hilera de pilones graníticos conectados unos con otros, aprovechando la pendiente de la montaña, para que el agua descienda del caño del manantial hasta el último pilón. Destaca por su buen estado de conservación y sus vistas la fuente de Oliva Martín y de Peña Negra, cerca de la carretera que lleva al embalse de la localidad. Igualmente en los robledales próximos a Piornal se pueden encontrar restos de numerosas majadas de cabreros, utilizadas como viviendas de verano por los pastores trashumantes. Habitualmente son casas rectangulares con corrales adosados a ellas o en sus cercanías, y abandonadas en la actualidad.
Patrimonio natural

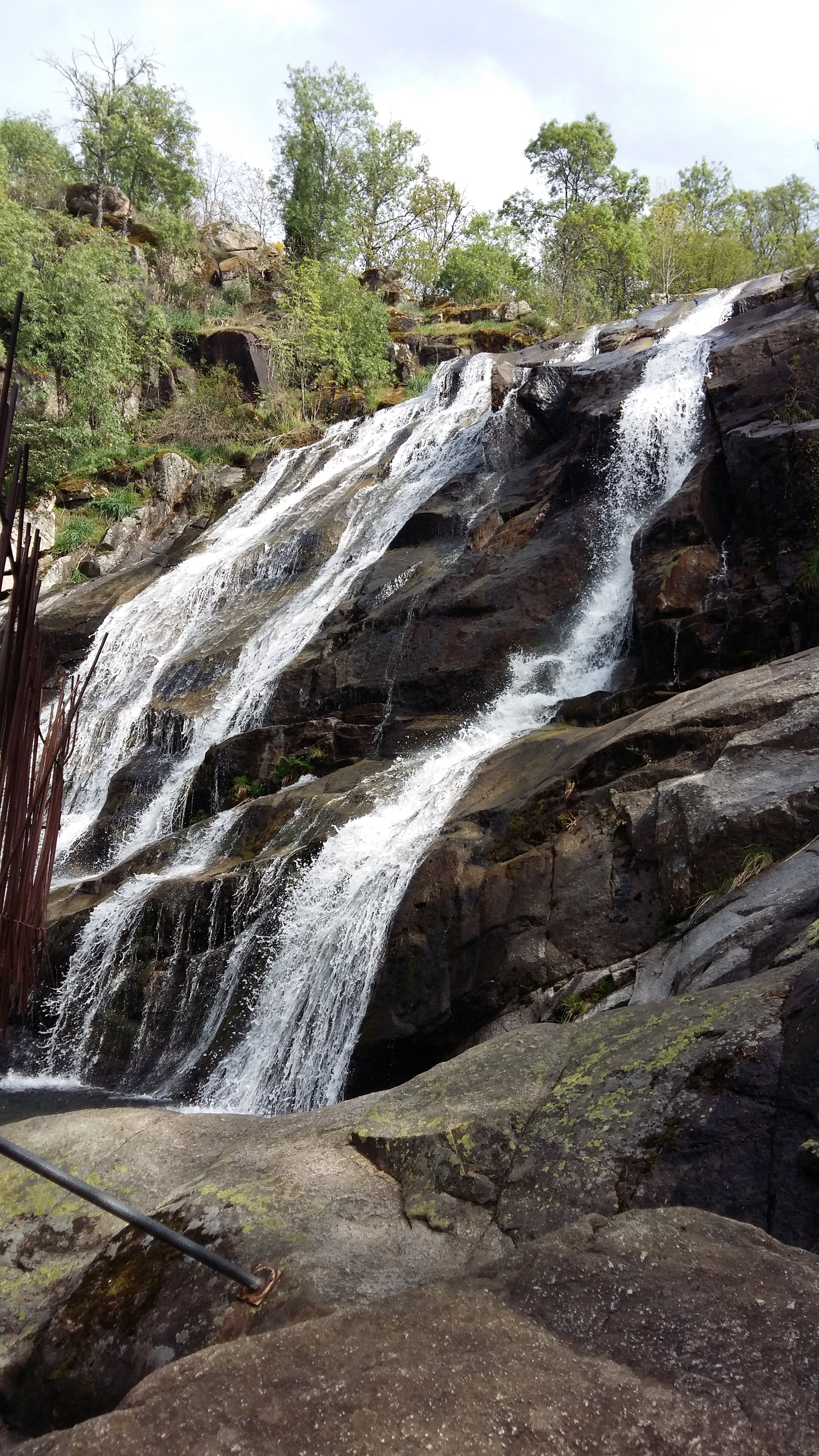
Cascadas del Caozo

La elevada ubicación de Piornal respecto al Valle del Jerte y la comarca de la Vera hace que esta localidad y sus alrededores gocen de unos soberbios paisajes montañosos, especialmente hermosos con la floración del cerezo en el valle o la llegada de primavera en las montañas. Hay varias rutas habilitadas por antiguos senderos y caminos que permiten la visita a los lugares más altos y panorámicos del municipio y disfrutar de un interesante entorno natural que combina el berrocal granítico con los robledales, brezales y helechares.
Son igual de relevantes las cascadas de las gargantas que rodean el pueblo, como las cascadas del Caozo y la Desesperá. Estas son muy vistosas durante el invierno y la primavera. El excesivo uso del agua para el cultivo del cerezo y las represas construidas en la garganta de Bohonal sin embargo ha hecho que el cauce, muy reducido en los meses estivales, desaparezca por completo.

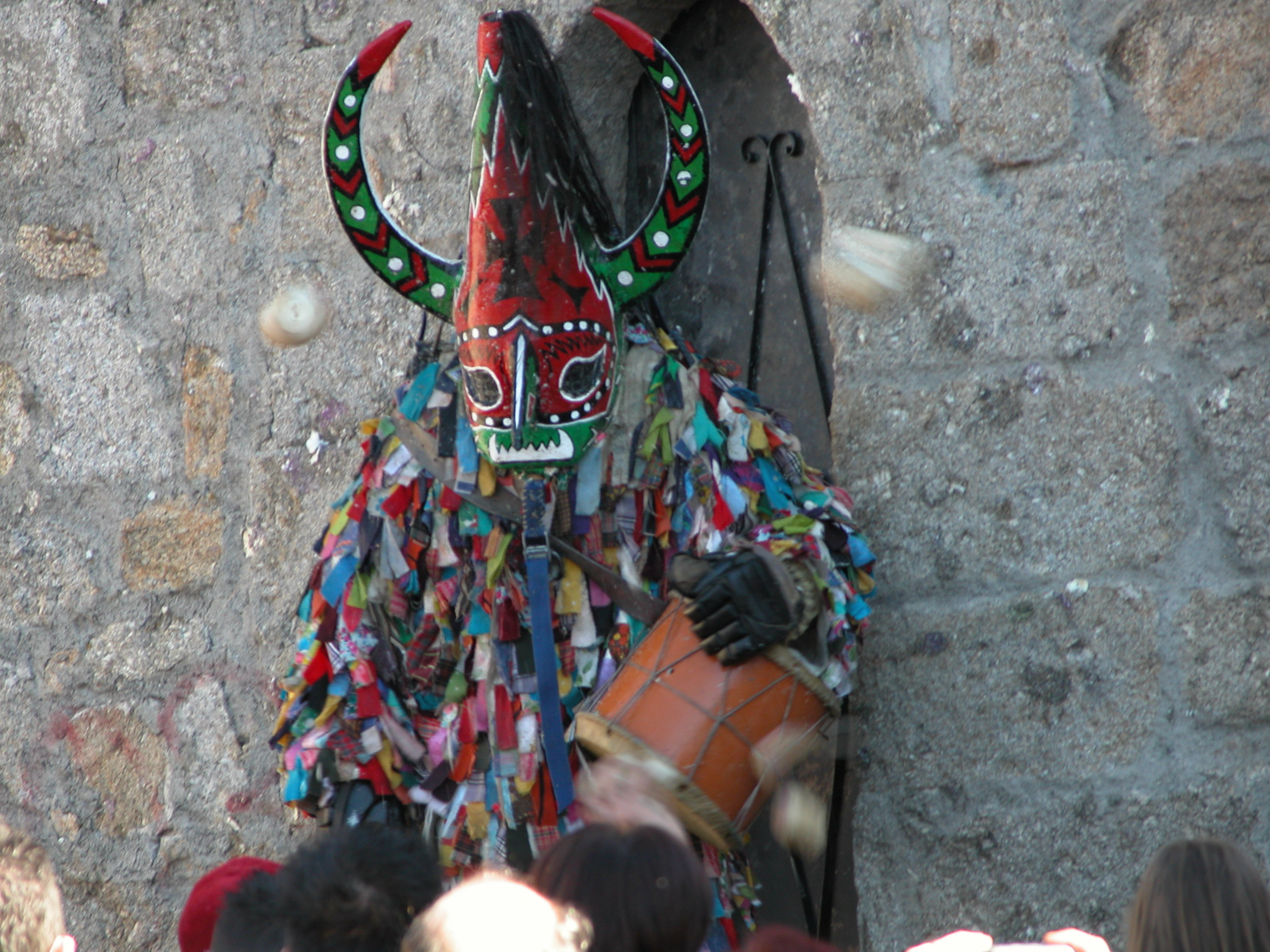
Jarramplas en la iglesia de Piornal

### Festividades
- Jarramplas, celebrada los días 19 y 20 de enero en honor a San Sebastián. Declarada de interés turístico nacional.
- El Cerezo en Flor, marzo. Fiesta de interés turístico nacional.
- San Cristóbal. Romería que se celebra el primer domingo de agosto.
- San Roque. Se celebra el día 16 de agosto junto con la virgen de la Concepción que es el día 15 de agosto.
- La feria. 29 de agosto. Antiguamente feria de ganado. En la actualidad día festivo con tiro al plato, encierros tradicionales y diferentes actividades.
- Toña piornalega. Fiesta tradicional donde se mezcla la gastronomía y el folclore. Se celebra en el mes de noviembre en un fin de semana sin definir.
- Carnavales. Con multitud de actividades.

### Gastronomía
Tienen fama sus productos gastronómicos especialmente sus embutidos, curados con el aire de la sierra.